# イギリスの通行権
イギリスの通行権（つうこうけん、right of way）とは、イギリスで行われている公共の権利の1種。国有地・私有地の別なく、対象となる土地を突っ切って公衆が通行することが認められる権利。ただし、通行が許可されるのは、その権利の行使が認められた特定の通路のみ。これは、昔からその土地が公衆の通路として使われてきて、現在も通路として使われているのであれば、誰もが自由にそこを引き続き使用し、通り抜ける権利があるという考えに基づくもので、誰もが享受できてしかるべき基本的な権利であると捉えられている。
この権利によって公衆の通行が許可されている通路を、ライト・オブ・ウェイ（right of way〈複数形：rights of way〉）、略称：RoW、ROW と呼ぶ。日本語における定訳は未だ存在しないが、権利通路・通行権道・通行権のある道などと訳される。当項目内では、英語名称がまったく同形である「通行権」との混同を避けるため、以下「権利通路」と呼称する。
権利通路は、私的権利によるものと区別する際は、特に公共権利通路 (public right of way) と呼ぶ。
権利通路を規定する法律は、3つの法域（イングランドおよびウェールズ・スコットランド・北アイルランド）ごとに異なる。イングランドおよびウェールズでは、法的に指定されたもののみが権利通路として利用されるが、スコットランドでは、一定の条件に合致してさえいれば権利通路として利用され得る。

## イングランドおよびウェールズ
イングランドおよびウェールズでは、主な権利通路として「パブリック・フットパス」・「パブリック・ブライドルウェイ」・「バイウェイ・オープン・トゥー・オール・トラフィック」の3種が存在し、これらの他に、暫定的処置として設けられた「リストリクティド・バイウェイ」、地権者により一時的に通行が許可された2種の「パーミッシブ・パス」が存在する。
これらの通路は、あくまで目的地に至るための交通経路としての使用が前提とされているが、実際には散歩・ハイキング・ウォーキング・ジョギング・トレッキング・サイクリング・乗馬など、健康増進のための運動や余暇の行楽などに利用されることも少なくない。交通経路としてよりも、それ以外の目的で使う利用者の方が圧倒的に多い権利通路も多数存在している。

### パブリック・フットパス

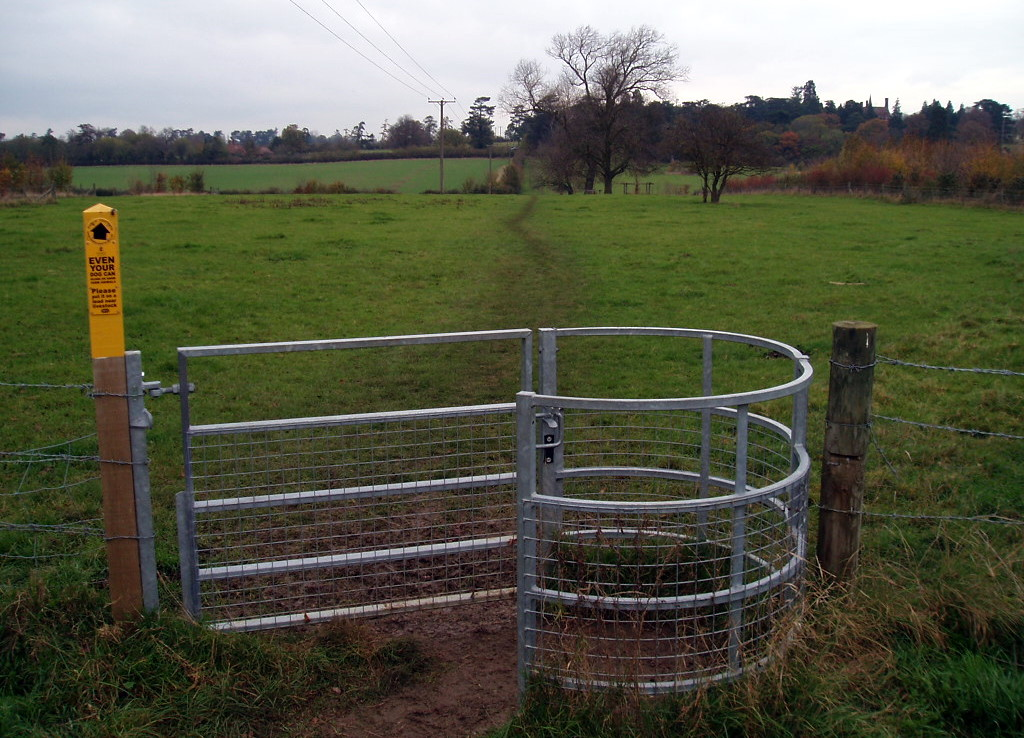
キッシングゲートの脇にフットパスの黄色の道標が見える

パブリック・フットパス（public footpath。公共人道）、または単にフットパス (footpath) とは、主に歩行者に通行権が保証されている道のこと。イギリスで発祥した「歩くことを楽しむための道」のことで、農村部を中心に、イギリス国内を網の目のように走っている公共の散歩道。長いものは160キロメートルも続く。
川や丘、農場や自宅の敷地内を通る道もある。イギリス国民にはこれを大切にする文化が醸成されている。日本では住宅地内の小道を指すことがある。
カントリーサイド（農村地域）では、フットパスが100年以上も昔から使用され続けていることも少なくなく、網の目のようにフットパスが張り巡らされていることがある。これにより、目的地の方向に合わせ、ルートが自由に選択できる。
放牧場・ゴルフ場・崖・沼地などの危険を伴う可能性のある土地にフットパスが設定されていることもあり、これらの通行は自己責任で行う必要がある。危険性によっては、自己責任である旨を看板に大書して告知している通路も少なからず存在する。
中には非常に長い距離が設定されているものもあり、イングランドの「モナークス・ウェイ (Monarch's Way)」は、ウスター (Worcester) からショーハム・バイ・シー (Shoreham-by-Sea) に至る615マイル (990km) 、ウェールズの「シスターシャン・ウェイ (Cistercian Way)」は、ウェールズ内のシトー会の歴史的巡礼施設などを結ぶ650マイル (1,050km) などがある。
ベッドフォードシャーのウェブサイトによれば、フットパスでは自転車や馬に乗ることは不法行為であり、そのような行為に及んだ利用者は地権者によって訴訟を起こされる可能性もあることが指摘されている。また、自転車や馬に乗る行為は、1835年に制定された「the Highway Act 1835 S72」にも抵触する。
上記のウェブサイトによれば、フットパスにおいては、歩行者は以下のことが許可されている：
- 乳母車・ベビーカー・車椅子などの使用。
- 犬を連れ歩くこと。ただし、リードに繋いでいるか、身近な管理下におかなくてはならない。
- 道端で、景色を眺めたり、休憩を取ったり、軽食を摂ったりすること。
- 障害物を避けるために、フットパスから少々それて迂回すること。

フットパスには、道しるべとして金属製またはプラスチック製の丸い板に黄色の矢印が描かれたものが用いられている。杭や樹木などに黄色の点々を描いて示していることもある。

### パブリック・ブライドルウェイ

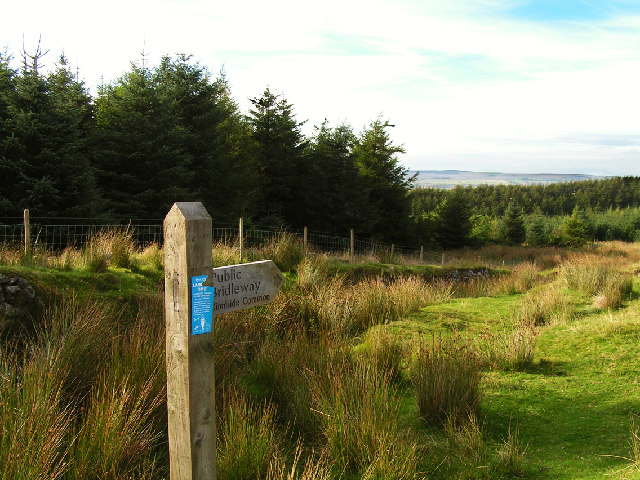
ブライドルウェイの標識

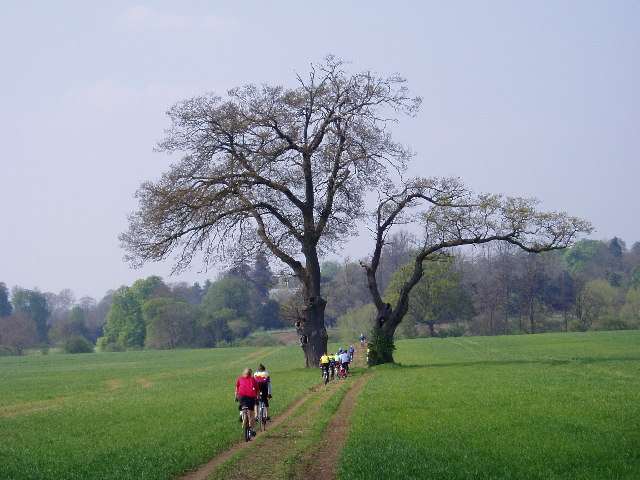
ブライドルウェイを走る自転車

パブリック・ブライドルウェイ（public bridleway。公共馬道）、または単にブライドルウェイ (bridleway) とは、公衆が以下の方法で通行する権利を有する道のこと：
- 徒歩で。
- 馬に騎乗して、または馬を曳いて。
- 自転車に乗って。ただし、歩行者や騎乗者がいる場合は道を譲り、その通行を妨げてはならない。

ブライドルウェイには、道しるべとして金属製またはプラスチック製の丸い板に青色の矢印が描かれたものが用いられている。杭や樹木などに青色の点々を描いて示していることもある。

### バイウェイ・オープン・トゥー・オール・トラフィック
バイウェイ・オープン・トゥー・オール・トラフィック（byway open to all traffic。全交通開放間道）、または単にバイウェイ (byway)、略称：BOAT とは、自動車・バイクなどの車輛を含むすべての交通手段での通行が許可された道のこと。フットパスやブライドルウェイと同様の目的による使用が前提。（「United Kingdom Road Traffic Regulation Act 1984」第15項(9)(c)、および「Road Traffic (Temporary Restrictions) Act 1991」附則1による改訂）
バイウェイには、道しるべとして金属製またはプラスチック製の丸い板に赤色の矢印が描かれたものが用いられている。杭や樹木などに赤色の点々を描いて示していることもある。

### リストリクティド・バイウェイ
リストリクティド・バイウェイ（restricted byway。制限間道）とは、2006年3月2日に「the Countryside and Rights of Way Act 2000」によって暫定的処置として設けられた道。公衆は以下の方法で通行する権利を有する：
- 徒歩で。
- 馬に騎乗して、または馬を曳いて。
- 機械的推進装置によらない車輛（自転車・馬車など）を運転して。

### ロード・ユーズド・アズ・パブリック・パス

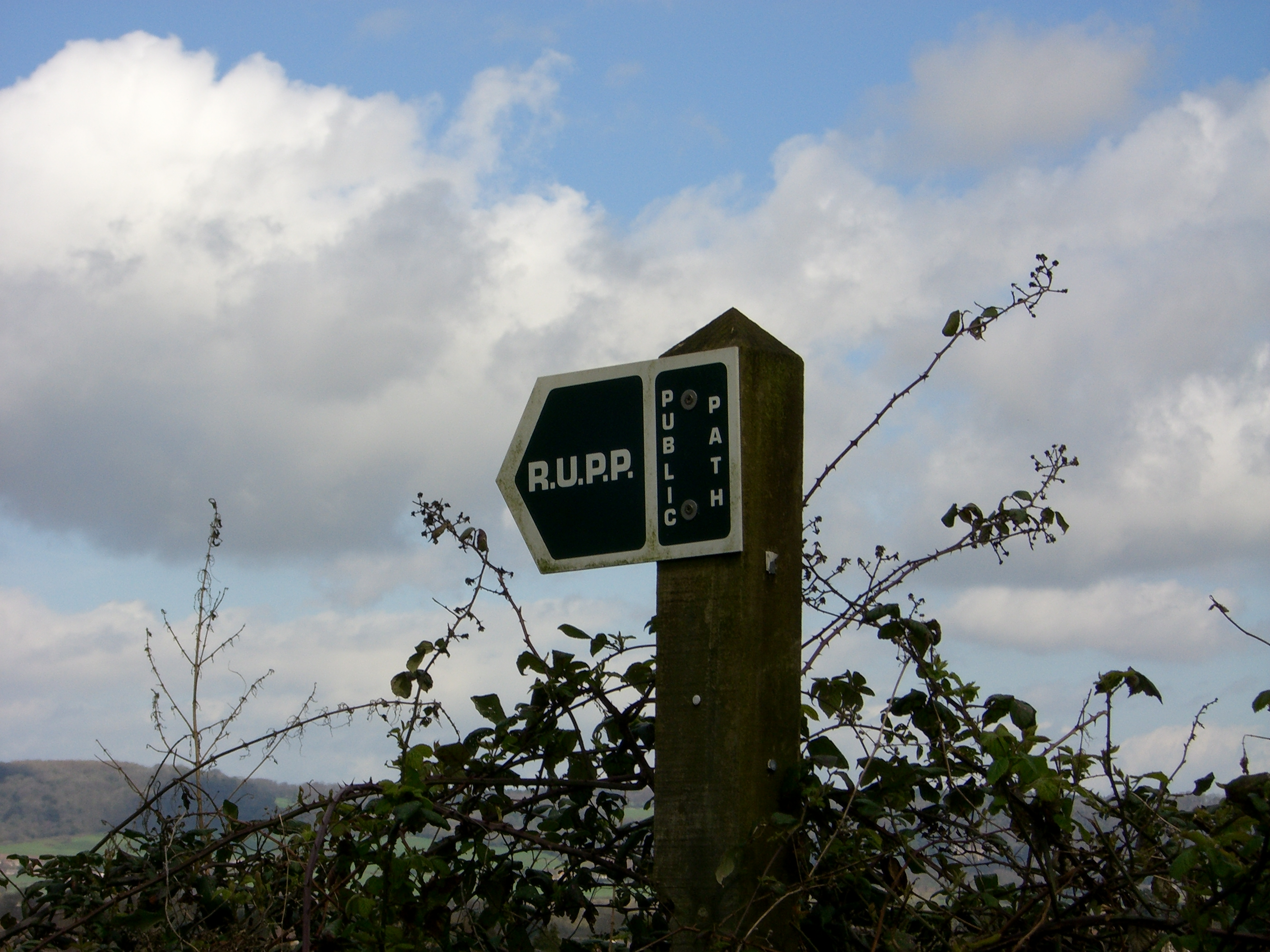
RUPP の標識

ロード・ユーズド・アズ・パブリック・パス（road used as public path。公共の通路として使用される道）、略称：RUPP とは、1949年から2006年まで存在していた権利通路の1種で、現在は存在しない。
1949年、「the National Parks and Access to the Countryside Act 1949」によってフットパス、ブライドルウェイ、RUPP の3種の権利通路が設定された。この後、1968年に「The Countryside Act 1968」によって権利通路は現在用いられているフットパス、ブライドルウェイ、バイウェイの3種にまとめられることが決定し、すべての権利通路はこれら3種のいずれかに再分類されることとなった。フットパスとブライドルウェイは、基本的にそのまま移行するだけだったため何ら問題は発生しなかったが、RUPP だけは再分類のための調査が必要となった。しかし、この再分類作業は各 RUPP ごとに歴史的使用状況の調査のみならず、時として地元住民などへの聞き取り調査なども必要なため遅々として進まなかった。それから32年後の2000年に、「the Countryside and Rights of Way Act 2000」が可決され、この法律により、2006年3月2日付けで、その時点で未分類の RUPP は暫定的処置として新設のリストリクティド・バイウェイに一括分類され、RUPP は廃止された。今後再分類が進めば、いずれリストリクティド・バイウェイもその姿を消すこととなる。
RUPP（現在はリストリクティド・バイウェイ）の再分類では、フットパスに分類されたものも多からずあるが、大抵のものはブライドルウェイに分類されている。自動車・バイクなどを含む車輛による通行権が存在すると認められた場合は、バイウェイに分類されるケースもある。

### パーミッシブ・パス
パーミッシブ・パス （permissive path。許可通路）とは、法的に通行権が認められているわけではないが、地権者により一時的に公衆の通行が許可されている道のこと。「パーミッシブ・フットパス（permissive footpath。許可人道）」・「パーミッシブ・ブライドルウェイ（permissive bridleway。許可馬道）」の2種が存在する。

### 散策権
散策権 (right to roam) とは、「the Countryside and Rights of Way Act 2000」で通行権に追加された、公共の地役権の1種。この権利によって、権利通路が設けられていない地域でも、指定されたアクセス・ランド（access land。通用地域） であれば公衆が通行可能となった。これは歩行者のみに適用される権利で、騎乗者・自転車・自動車・バイクなどの車輛類の通行は認められていない。この権利の追加により、積年の問題であったピーク・ディストリクトの Chrome Hill や Parkhouse Hill などの通行が可能となった。
権利通路は、例外的状況や地方自治体による特別許可がない限りは、常に公共に開放されているのに対し、アクセス・ランドは、1年間に最大28日間まで閉鎖され得る。主な閉鎖理由としては、作物の収穫などが挙げられている。

### 地方自治体の義務
地方自治体（州自治体や独立自治体）は、幾つかの義務を負う。
- 地域内のすべての権利通路を記した地図を作成し、一般に公開する義務。またその地図は、各地方事務局によって精査される。
- 各種標識等（権利通路であることを示す標識・分岐点などでの方向や距離の案内標識など）を設置する義務。

などがある。

## スコットランド
スコットランドでは、過去20年間に公衆の通用に供されてきた通路は、すべて権利通路と規定される。この通路は、住宅地・教会・一般道などの「公共の場所」同士を繋ぎ、公衆がその目的地に至るための通路として機能していなくてはならない。イングランドおよびウェールズとは異なり、地方自治体には権利通路を示す標識などの設置義務はない。ただし、1845年に組織された慈善団体「スコットウェイズ (Scotways)」が、権利通路そのものの他、その記録や標識などの保護・維持・管理を行っている。
スコットランドでは、フットパスとブライドルウェイとは、法的な区別はない。通路の路面状況に応じて、使い分けられている。
「the Land Reform Act (Scotland) 2003」の制定を以て、すべての土地が通用に供されると推論され、目的地へのアクセス手段としての権利通路の重要性が低まった。

## 日本のフットパス事情
日本では、イギリスを例に整備された「○○フットパス」などのフットパスであることを示す名称を持つ遊歩道を一般的に指し、私有地を通ることができるなど公共性が強いが、通行権として成立しているイギリスの通路と違い、国が明確に定義しているわけではない。また、近年では協会を設立するといった動きも見られる。これは観光振興の側面の他、プロセスそのものが地域の優れた部分と課題を見つめ直し、まちづくりのきっかけとなることから整備が全国に広がりつつあるためである。特に北海道はイギリスのような牧歌的な風景が多いことから、盛んである。なお、整備や管理については「奥尻島フットパス（北海道奥尻町）」「長井フットパス（山形県長井市）」「勝沼フットパス（山梨県甲州市）」など行政が主体となっているものの他、「根室フットパス（北海道根室市）」「恵庭フットパス（北海道恵庭市）」「多摩丘陵フットパス（東京都町田市）」など市民団体が主体となっているものもあり、それぞれで地域の魅力の保存・育成および発信のため、環境保全活動、イベント、ツアー企画などが行われている。2009年現在、主なフットパスとして北海道に14ヵ所、山形県に5ヵ所、兵庫県に1ヵ所、東京都に1ヵ所、山梨県に1ヵ所、茨城県に1ヵ所、熊本県に1ヵ所存在する。